# کارونسراهای خوی
دو کاروانسرا در شهرستان خوی وجود دارد، یکی در ۲۴ کیلومتری غرب خوی با پلان متفرقه و با مصالحی از سنگ ساخته شده از دوره صفوی و دیگری در ۴۱ کیلومتری غرب خوی با پلان متفرقه و با مصالحی از خشت از دوره قاجار به یادگار مانده است‌